# Crime consumado
Crime consumado é o crime que reúne todos os elementos de sua definição legal, ou seja, quando o fato concreto se subsume ao tipo abstrato descrito na lei penal, de acordo com o artigo 14, inciso I, do Código Penal Brasileiro.